# John B. Goodenough
John Bannister Goodenough (Jena, Turingia; 25 de julio de 1922-Austin, Texas; 25 de junio de 2023) fue un físico germano-estadounidense. Se le otorgó, junto a Stanley Whittingham y Akira Yoshino, el Premio Nobel de Química en 2019. Fue profesor de ingeniería mecánica y ciencia de materiales en la Universidad de Texas en Austin.
Es reconocido por haber identificado y desarrollado las baterías recargables de iones de litio y por las reglas o leyes de superintercambio Goodenough–Kanamori, para determinar el signo del superintercambio o supercanje magnético en los materiales. En 2014, recibió el Premio Charles Stark Draper, por sus contribuciones a la batería de iones de litio, y en 2019 fue galardonado con el Premio Nobel de Química, siendo la persona de mayor edad en haberlo recibido, con 97 años. El 27 de agosto de 2021 se convirtió en el Premio Nobel vivo de mayor edad, tras la muerte del bioquímico Edmond H. Fischer.

## Primeros años y educación
Goodenough nació en Jena y creció en New Haven, Connecticut. Su padre, Erwin Goodenough, era profesor de Historia de las Religiones en la Universidad de Yale. La relación entre sus padres era desastrosa, y John no se llevaba bien con su madre Helen.
Su padre estaba haciendo su doctorado en la Harvard Divinity School en el momento del nacimiento de John y más tarde fue profesor de historia de la religión en la Universidad de Yale. El hermano de John, Ward Goodenough, era antropólogo de la Universidad de Pensilvania.  
A los doce años lo mandaron a estudiar a la escuela privada Groton School junto a su hermano. Como sufría de dislexia apenas comprendía las lecciones y estaba más interesado en las excursiones al bosque y a la observación de animales y plantas.
En 1944 se graduó summa cum laude por la Universidad de Yale, donde obtuvo un 8,5 en Matemáticas. Mientras estaba en Yale fue miembro de la sociedad secreta Skull and Bones.
Tras servir como meteorólogo en la Segunda Guerra Mundial estuvo destinado en las Islas Azores. Un profesor de matemáticas de Yale lo incluyó en una lista para que accediera a una beca para volver a Estados Unidos a estudiar física y matemáticas.
En Chicago estudió con físicos punteros como Edward Teller y Enrico Fermi.
En 1952 obtuvo su doctorado en Física bajo la supervisión de Clarence Zener, un teórico de la descomposición eléctrica, por la Universidad de Chicago.
Durante su estancia en Chicago, conoció y se casó con la estudiante de historia Irene Wiseman.

## Carrera en el Lincoln Laboratory
En el inicio de su carrera tras sus estudios fue científico investigador en el Lincoln Laboratory del Instituto Tecnológico de Massachusetts (MIT) durante 24 años. Durante este período, formó parte de un equipo interdisciplinar responsable del desarrollo de la memoria de núcleos de ferrita que vino a sustituir a los tubos de vacío. Esto supuso un gran avance en el almacenamiento de datos de forma compacta, fiable y rápida.
Sus trabajos de investigación le llevaron a desarrollar conceptos del orden cooperativo orbital, también conocido como la distorsión cooperativa de Jahn–Teller en los óxidos. Posteriormente le condujo al desarrollo de las leyes Goodenough–Kanamori (con Junjiro Kanamori) que describen cómo funciona el magnetismo a escala atómica en varios materiales.

## Profesor numerario en la Universidad de Oxford

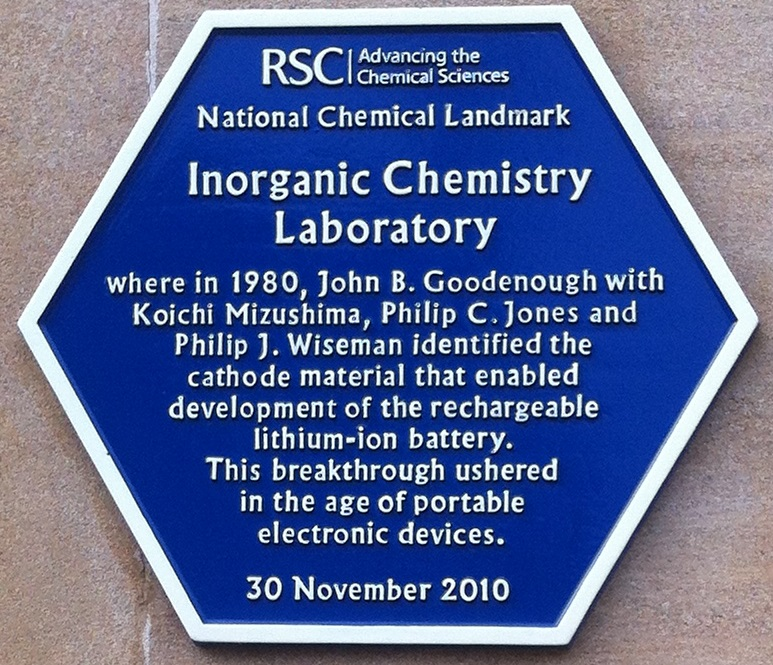
Placa azul colocada en Oxford por la Royal Society of Chemistry en conmemoración del trabajo conducente a las baterías recargables de iones de litio.

Hacia 1976 el químico británico Stan Whittingham y otros químicos de la Universidad de Stanford patentaron una batería recargable de iones de litio con sulfito de titanio. Tenía el grave problema de explotar si se sobrecargaba. Si cambiaban los componentes químicos la batería se iba desintegrando con los ciclos de carga y descarga.
En 1976 John Goodenough continuó su carrera cuando fue contratado como director del Laboratorio de Química Inorgánica en la Universidad de Oxford. Tras estudiar muchos óxidos metálicos para el cátodo, en 1980 identificó y desarrolló el LixCoO2 (óxido de cobalto) como el material de elección para el cátodo de las baterías de iones de litio que actualmente funcionan en la mayoría de los aparatos electrónicos portátiles.
Comparada con las baterías existentes entonces tenía de dos a tres veces más densidad energética proporcionando prestaciones iguales o superiores.
John Goodenough está ampliamente reconocido como coautor de las baterías de iones de litio.
La Universidad de Oxford declinó patentar el cátodo de Goodenough. Este cedió los derechos de royalties al laboratorio del gobierno Atomic Energy Research Establishment pensando que así su invención llegaría al mercado.
En 1991 Sony comercializó las primeras baterías de iones de litio y primero las instaló en sus videocámaras portátiles. Más adelante muchos fabricantes las incorporaron a ordenadores portátiles, teléfonos móviles, tabletas y otros aparatos.
Recibió el premio Japan Prize en 2001 por sus descubrimientos de materiales críticos para el desarrollo de baterías recargables ligeras.

## Catedrático en la Universidad de Texas en Austin

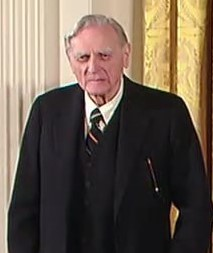
Goodenough en la Casa Blanca en 2010

Desde 1986 ha sido profesor en la University of Texas en Austin dentro de los departamentos de Ingeniería Mecánica e Ingeniería Eléctrica de la Cockrell School of Engineering. Durante su estancia continuó su investigación en los sólidos conductores de iones y aparatos electromecánicos. Su grupo identificó el LixFePO4 como un material menos costoso para cátodos que era seguro para herramientas eléctricas y vehículos eléctricos.
Su grupo también identificó varios materiales prometedores como electrodos y electrolitos para células de combustible.
Arumugam Manthiram y Goodenough descubrieron la clase de cátodos de polianiones. Demostraron que los electrodos positivos que contienen polianiones, por ejemplo, los sulfatos, producen voltajes más altos que los óxidos debido al efecto inductivo del polianión. La clase de polianiones incluye materiales como los fosfatos de litio-hierro que se utilizan para dispositivos más pequeños, como las herramientas eléctricas.
Actualmente ocupa la Cátedra del Centenario de Ingeniería Virginia H. Cockrell.
Goodenough sigue trabajando en la universidad a sus 98 años a partir de 2021, esperando encontrar otros avances en la tecnología de baterías.
El 28 de febrero de 2017 Goodenough y su equipo de la Universidad de Texas publicaron un artículo en la revista Energy and Environmental Science demostrando una batería de estado sólido de bajo coste, no inflamable, con una larga vida en ciclos de carga, alta densidad energética y con altas velocidades de carga y descarga. En lugar de electrolitos líquidos la batería usa electrolitos cristalizados que permiten el uso de un ánodo de metal alcalino que evita la formación de dendritas degeneradoras del ánodo.
Sin embargo, este trabajo fue recibido con un amplio escepticismo por parte de la comunidad de investigadores de baterías y sigue siendo controvertido tras varios trabajos de seguimiento. El trabajo fue criticado por la falta de datos exhaustivos, las interpretaciones espurias de los datos obtenidos y que el mecanismo propuesto de funcionamiento de la batería violaría la primera ley de la termodinámica.
Goodenough y su colega portuguesa Maria Helena Braga, a través de la Universidad de Texas, tienen la patente de los electrolitos de estado sólido y continúan su investigación sobre baterías en otras patentes.
En abril de 2020, se presentó una patente para la batería de vidrio en nombre del LNEG (Laboratorio Nacional de Energía y Geología) de Portugal, la Universidad de Oporto (Portugal) y la Universidad de Texas.

## Trabajo de asesoramiento
En 2010, Goodenough se incorporó al consejo asesor técnico de Enevate, con sede en Irvine (California), una empresa emergente de tecnología de baterías de iones de litio con predominio del silicio. En la actualidad, Goodenough también es asesor del Joint Center for Energy Storage Research (JCESR), una colaboración dirigida por el Laboratorio Nacional Argonne y financiada por el Departamento de Energía. Desde 2016, Goodenough también ha trabajado como asesor de Battery500, un consorcio nacional dirigido por el Laboratorio Nacional del Noroeste del Pacífico (PNNL) y financiado parcialmente por el Departamento de Energía.

## Investigaciones fundamentales en su carrera
Su investigación se centró en el magnetismo (las leyes de Goodenough–Kanamori) y en la transición de aislante magnético a comportamiento metálico en los óxidos de metales de transición. Sobre la base del Teorema del virial reconoció que dicha transición debía ser una transición de primer orden y cuando la transición se producía a baja temperatura para la difusión atómica esto daba como resultado inestabilidades en la retícula. En el cruce, estas inestabilidades conducen a ondas de densidad de carga en los óxidos monovalentes y fluctuaciones de fase en los óxidos multivalentes. Estas fluctuaciones de fase son responsables de propiedades físicas extrañas como la superconductividad a alta temperatura en los óxidos de cobre y una magnetorresistencia colosal en los óxidos de manganeso y cobalto.
En el pasado reciente contribuyó al desarrollo de una batería de iones de litio de estado sólido que supera a las baterías de iones de litio en densidad energética, rango de temperatura operativa y seguridad.

## Distinciones y honores

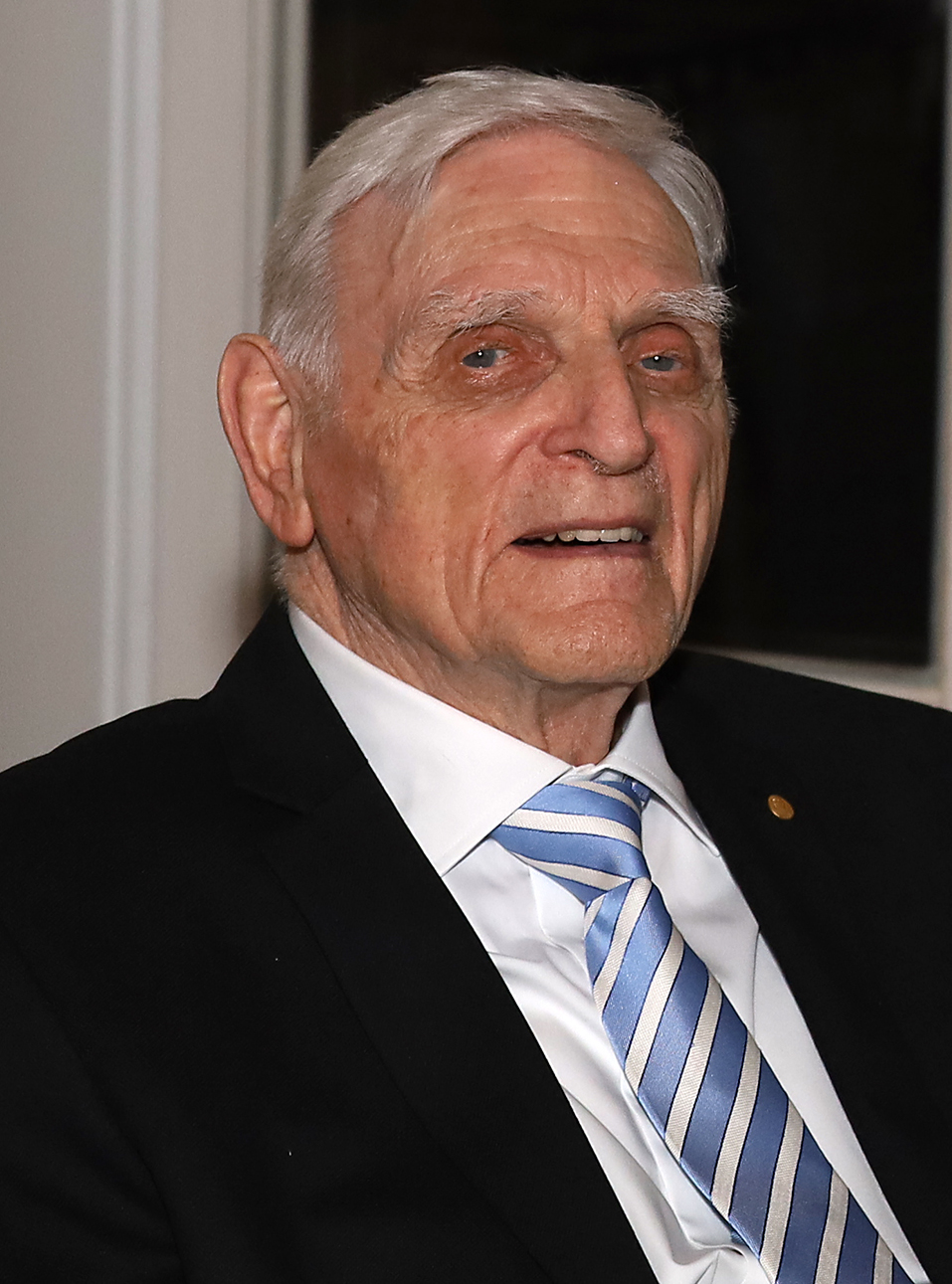
Goodenough en la entrega de los Premios Nobel en diciembre de 2019

Fue miembro de la National Academy of Engineering, la National Academy of Sciences, la French Academy of Sciences, y la Real Academia de Ciencias Exactas, Físicas y Naturales de España.
Es autor de más de 550 artículos científicos, 85 capítulos de libros y 5 libros. Destacan 2 trabajos fundacionales: Magnetism and the Chemical Bond (1963) y Les oxydes des metaux de transition (1973).
Goodenough compartió en 2009 el Premio Enrico Fermi. Este premio presidencial es uno de los más antiguos y prestigiosos entregados por el gobierno de Estados Unidos y está dotado con 375 000 USD. Compartió el premio con el Doctor Siegfried S. Hecker, profesor del Departamento de Management Science and Engineering de la Universidad de Stanford.
En 2010 fue elegido como Foreign Member of the Royal Society.
El 1 de febrero de 2013 recibió la medalla National Medal of Science a manos del presidente Barack Obama.
En 2015 fue incluido, junto con Stanley Whittingham, por sus investigaciones pioneras que condujeron al desarrollo de la batería de iones de litio, en una lista de laureados de Clarivate Citation para el Premio Nobel de Química por Thomson Reuters.
En 2017 recibió el Premio Welch de Química y en 2019 la Medalla Copley de la Royal Society y en 2019 la Medalla Copley de la Royal Society.
Goodenough recibió un premio honorífico C.K. Prahalad de Corporate EcoForum (CEF) en 2017. El fundador del CEF, Rangaswami, comentó: "John Goodenough es la prueba de que la imaginación se pone al servicio del bien común. Estamos encantados de reconocer los logros de toda su vida y esperamos que su último descubrimiento tenga importantes implicaciones para el futuro del almacenamiento sostenible de las baterías."
En su honor la Royal Society of Chemistry entrega el premio John B Goodenough Award.
En 2019 le fue concedido el premio Nobel de Química junto al japonés Akira Yoshino y el británico Stanley Whittingham por combinar el cátodo de Goodenough con un ánodo de carbono para producir la primera batería de iones de litio comercial, lo cual fue expresado por la Academia de la siguiente manera: «Las baterías de iones de litio han revolucionado nuestras vidas desde que ingresaron al mercado en 1991. Han sentado las bases de una sociedad inalámbrica, libre de combustibles fósiles, y son de gran beneficio para la humanidad».

## Vida personal
Tiene una hermanastra del segundo matrimonio de su padre, Ursula Goodenough, que es profesora emérita de biología en la Universidad de Washington en San Luis.
Su esposa Irene padeció Alzheimer y en 2014 fue ingresada en una residencia falleciendo el 25 de enero de 2016 a los 91 años a consecuencia de la enfermedad. Goodenough, creó la Beca Presidencial en Enfermería Irene W. Goodenough en su honor.
Su hermano Ward falleció el 9 de junio de 2013 a la edad de 94 años.
El 25 de julio de 2022, Goodenough cumplió 100 años, convirtiéndolo en el segundo ganador del Premio Nobel en ser centenario, por detrás de Edmond H. Fischer.

## Pleitos

### NTT
En la Universidad de Texas, formó un equipo de investigación con el estudiante Akshaya Padhi y el investigador posdoctoral Kiradodu Nanjundaswamy. En 1993 aceptó un año como investigador invitado a Shigeto Okada, de la Nippon Telegraph and Telephone Corp, que le pagó su estancia. Ambas partes accedieron a cumplir las estipulaciones habituales como que los descubrimientos realizados serían propiedad exclusiva de la Universidad de Texas y la empresa NTT no podría desvelarlos, usarlos, transferirlos o apropiárselos de ninguna manera.
Okada tuvo acceso completo a los productos de trabajo, registros y materiales desarrollados por el equipo.
En 1993 Padhi y Nanjundaswamy consiguieron un cátodo de litio-ferrofosfato.
El 9 de octubre de 1993 Okada volvió a Japón y 13 meses después, en noviembre de 1995, Nippon Telegraph and Telephone Corp presentó una patente japonesa de batería de litio-ferrofosfato. En 1997 Goodenough y su equipo presentaron una patente en Estados Unidos sobre dicha tecnología y publicaron un artículo científico sobre el descubrimiento. La compañía hidroeléctrica canadiense Hydro-Quebec negoció con la Universidad de Texas y obtuvo los derechos exclusivos para producir y licenciar la tecnología a otros. Como consecuencia de la confusión entre patentes similares el desarrollo comercial de la tecnología se paralizó y produjo unas pérdidas para Hydro-Quebec y la Universidad de Texas de entre 350 y 500 millones de USD.

### Chiang y A123
En el MIT, el profesor Yet–Ming Chiang y su estudiante Sung–Yoon Chung aplicaron la técnica del dopado a olivinos de litio-ferrofosfato, introduciendo niobio o circonio en los puntos precisos de la red cristalina y afirmaron producir un aumento espectacular en la capacidad del material para conducir electricidad.
En octubre de 2002, Chiang publicó un artículo en el que presentaba el litio-ferrofosfato como un gran avance en baterías ya que el cátodo podía descargarse completamente en tres minutos, lo que lo hacía muy adecuado para los coches eléctricos.
La comunidad de investigadores en baterías de iones de litio se mostró escéptica ante la idea de que añadir unos pocos átomos metálicos al litio-ferrofosfato pudiera transformarlo en un buen conductor electrónico. Michel Armand publicó un artículo en el que demostraba que cubriendo las partículas con carbono se conseguía el mismo resultado por lo que el dopaje no era la clave de la batería de Chiang. Armand reprodujo los experimentos de Chiang y en 2003 publicó una carta al director de la revista Nature Materials en la que acusaba a Chiang de no comprender o malinterpretar sus investigaciones. En lugar de dopar el material, Chiang involuntariamente había cubierto con carbono las partículas en el proceso de síntesis. Además, un compuesto metálico de hierro y fósforo (Fe2P) también había cubierto las partículas. Los dos accidentes combinados convertían al LiFePO4 en un magnífico conductor de electrones.
Yet–Ming Chiang, Bart Riley, Ric Fulop y David Vieau crearon la compañía de baterías A123 Systems. En noviembre de 2005, A123 Systems había recaudado más de 30 millones de USD de capital riesgo y se preparaba para comercializar sus baterías. A finales de 2005 Hydro–Québec envió un aviso a A123 acusándoles de violar sus derechos exclusivos sobre las patentes 5,910,382 y 6,514,640 que poseían la Universidad de Texas y Goodenough sobre las baterías de litio-ferrofosfato.
El 7 de abril de 2006 A123 presentó una demanda contra Hydro–Québec aduciendo que no violaba dichas patentes.
El 8 de septiembre de 2006 A123 requirió un nuevo examen de las patentes que se solapaban con otras patentes japonesas anteriores.
El 11 de septiembre de 2006 la Universidad de Texas demandó a A123, Black & Decker y China BAK Battery.
La cuestión era si Yet–Ming Chiang había transformado el compuesto químico que John Goodenough había patentado en uno nuevo o si era esencialmente el mismo.
La investigadora Linda Nazar publicó varios artículos en 2006, 2008 y 2009 en contra de las tesis de Chiang.
En enero de 2007 la U.S. Patent and Trademark Office (PTO) aceptó reexaminar ambas patentes, suspendiendo temporalmente los litigios. La oficina de patentes rechazó las patentes originales de ambas partes. En respuesta la Universidad de Texas acotó sus reclamaciones. En mayo de 2009 la Oficina de Patentes PTO aceptó las patentes enmendadas, y los pleitos siguieron adelante.

## Aplicaciones
Las repercusiones de los descubrimientos de John Goodenough en las baterías de iones de litio afectaron al desarrollo tecnológico en múltiples sectores, entre los que se cuentan los que siguen a continuación.

### Teléfonos móviles
El primer teléfono móvil Motorola Dynatac 8000x fue desarrollado en el año 1983 por Motorola. Pesaba 800 gramos y medía 330 x 45 x 89 mm. Su batería tenía una autonomía de una hora en conversación. La recarga normal tardaba 10 horas y la recarga rápida 1 hora. Se le conocía como teléfono ladrillo.
Los avances en las baterías de iones de litio permitieron la reducción de tamaño, el aumento de las pantallas y mayores tiempos de conversación y uso.
En 2016 el teléfono móvil Samsung Galaxy S7 tenía unas dimensiones de 142,4 x 69,6 x 7,9 mm y la pantalla iba de 5,1 a 5,5 pulgadas. Pesaba 152 g y contaba con una batería de iones de litio de 3000 mAh para la versión normal y 3600 mAh para la versión Edge. La batería permitía 27 horas de uso o la reproducción de video durante 11 horas y 50 minutos.
En octubre de 2014, cuando el mundo alojaba 7200 millones de personas, se superaron los 7220 millones de teléfonos móviles.

### Ordenadores portátiles
El Epson HX-20 es considerado como el primer ordenador portátil. Se empezó a vender en 1983.
Tenía las dimensiones aproximadas de una hoja tamaño A4. Contaba con un teclado, batería de níquel cadmio recargable, una pantalla LCD de 120 × 32 píxeles integrada y que permitía 4 líneas de 20 caracteres, una impresora matricial del tamaño de una calculadora de bolsillo y un dispositivo de almacenamiento de datos en micro-casete integrado.
En 2017 el ordenador portátil Lenovo ThinkPad T470, con una pantalla de 14 pulgadas y resolución de 1920 x 1080, permitía usarlo durante 17 horas al disponer de una batería de iones de litio de 6 celdas. Pesaba 1,76 kg, tenía 8 GB de RAM, un disco duro SSD de 256 GB, teclado, touchpad, wi-fi y bluetooth. Sus dimensiones eran 336 x 232 x 20 mm.

### Almacenamiento estacionario
El almacenamiento de electricidad en instalaciones masivas puede sustituir centrales eléctricas de respaldo (carbón, gas, nuclear) que entran en funcionamiento cuando no hay suficiente electricidad de origen renovable (solar, eólica, hidroeléctrica). Esto puede tener un gran impacto en la lucha contra el cambio climático, el calentamiento global y la contaminación atmosférica.
El 30 de abril de 2015 Tesla presentó dos sistemas de almacenamiento de energía: Powerwall y Powerpack. El Tesla Powerwall es un paquete de baterías de iones de litio usado como respaldo en la red eléctrica de un domicilio y que puede almacenar energía eléctrica proveniente de la generación de energía renovable, como instalaciones solares o eólicas, o almacenar electricidad en horario nocturno cuando la electricidad es más barata. Puede instalarse en exteriores o interiores y no precisa un cuarto cerrado.
También permite realizar instalaciones eléctricas en lugares remotos sin acceso a la red.
Para instalaciones más grandes Tesla ofrecía el Powerpack de 100 kWh de capacidad. El 28 de octubre de 2016, Elon Musk presentó el Powerpack 2 con una capacidad de 210 kWh de capacidad y una salida de 50 kW. El mecanismo puede escalarse de forma indefinida hasta alcanzar capacidades de GWh.
En febrero de 2017, se puso en funcionamiento la subestación californiana de Mira Loma de la compañía Southern California Edison. Era la mayor instalación de baterías de iones de litio hasta la fecha. Se instaló en 94 días. Estaba formada por 396 PowerPacks con una capacidad total de 80 MWh. Proporciona una potencia de 20 MW, suficiente para suministrar electricidad a 2500 casas durante un día o 15 000 casas durante 4 horas.

### Coches eléctricos

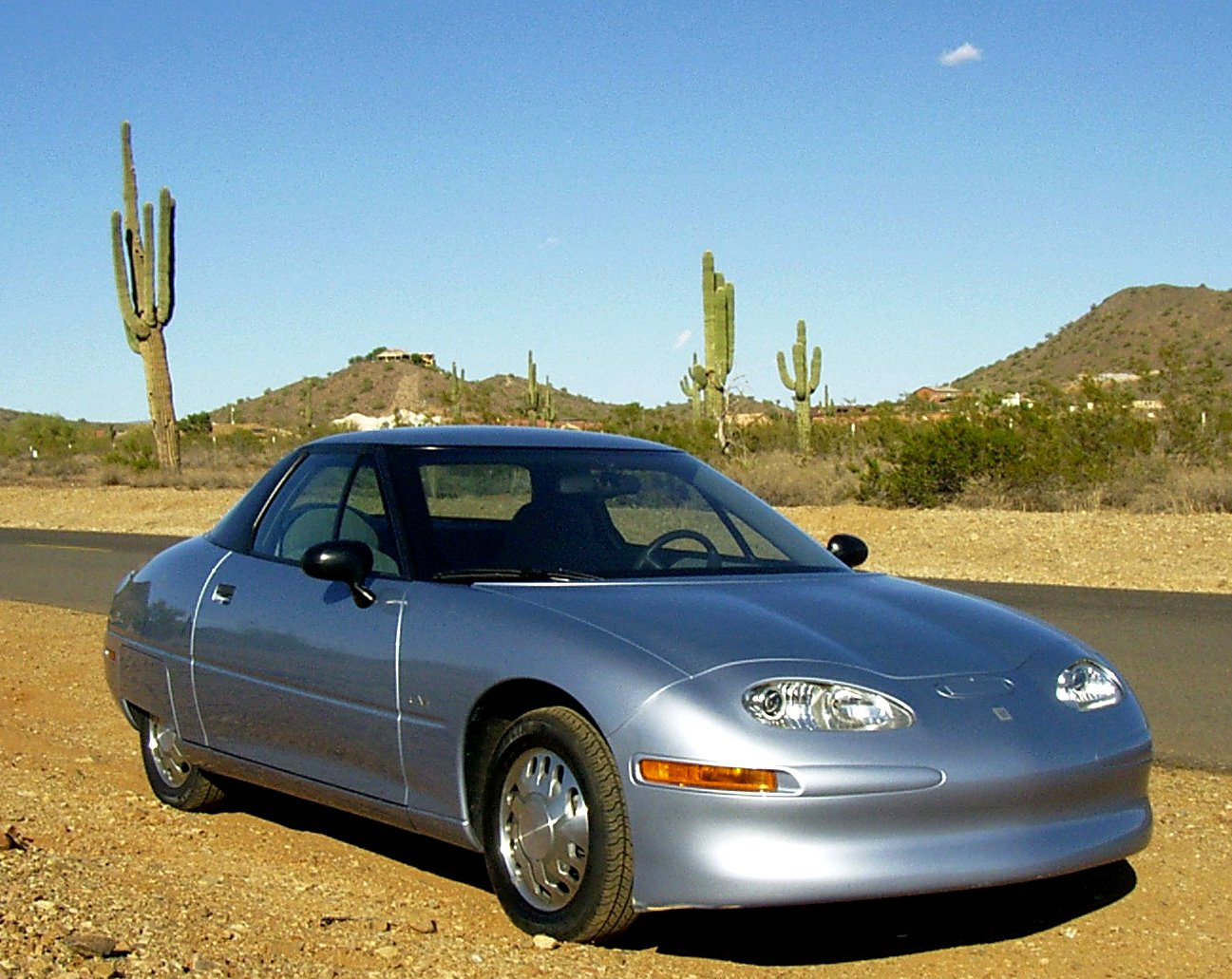
GM EV1

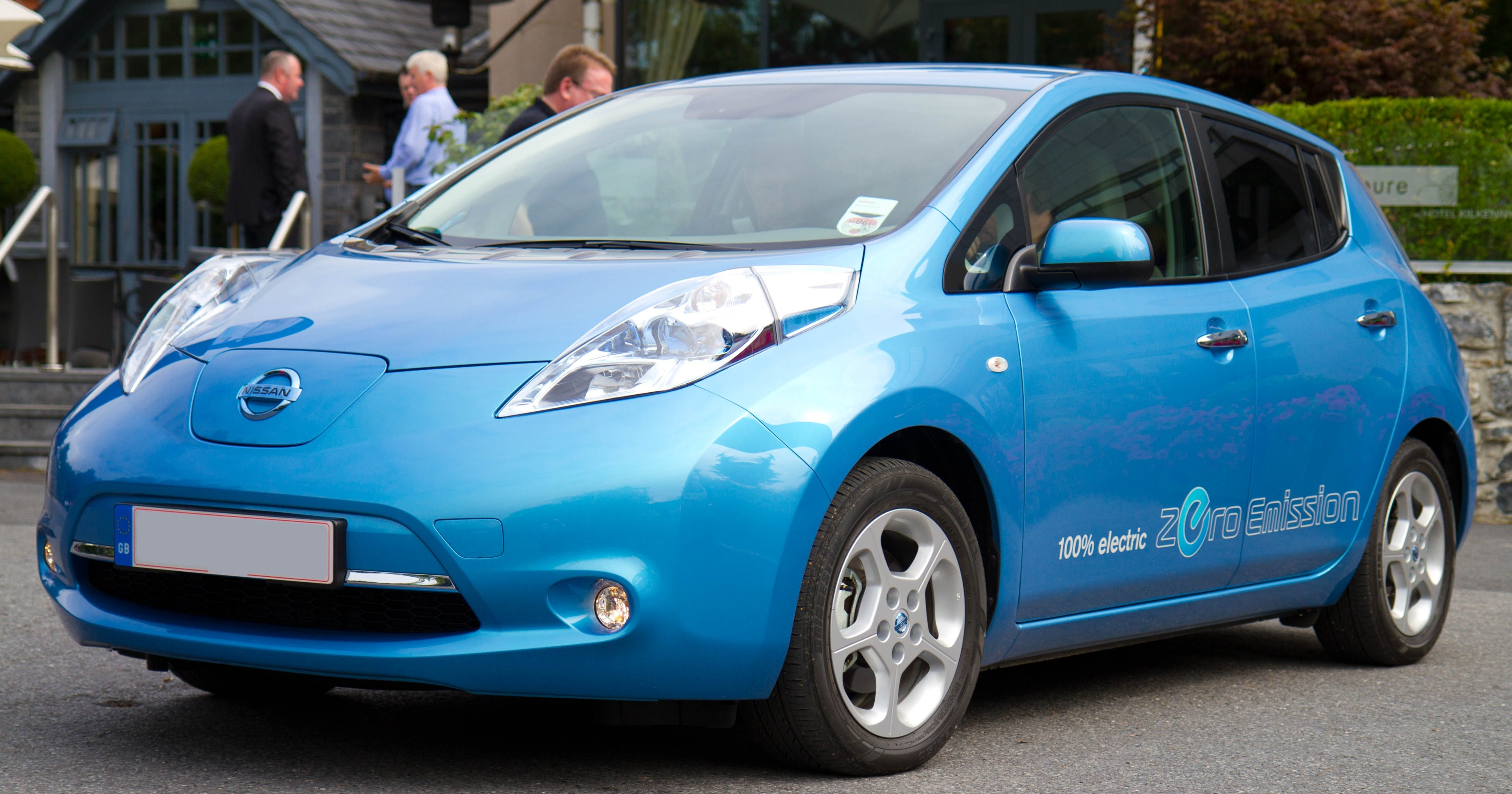
Nissan Leaf.

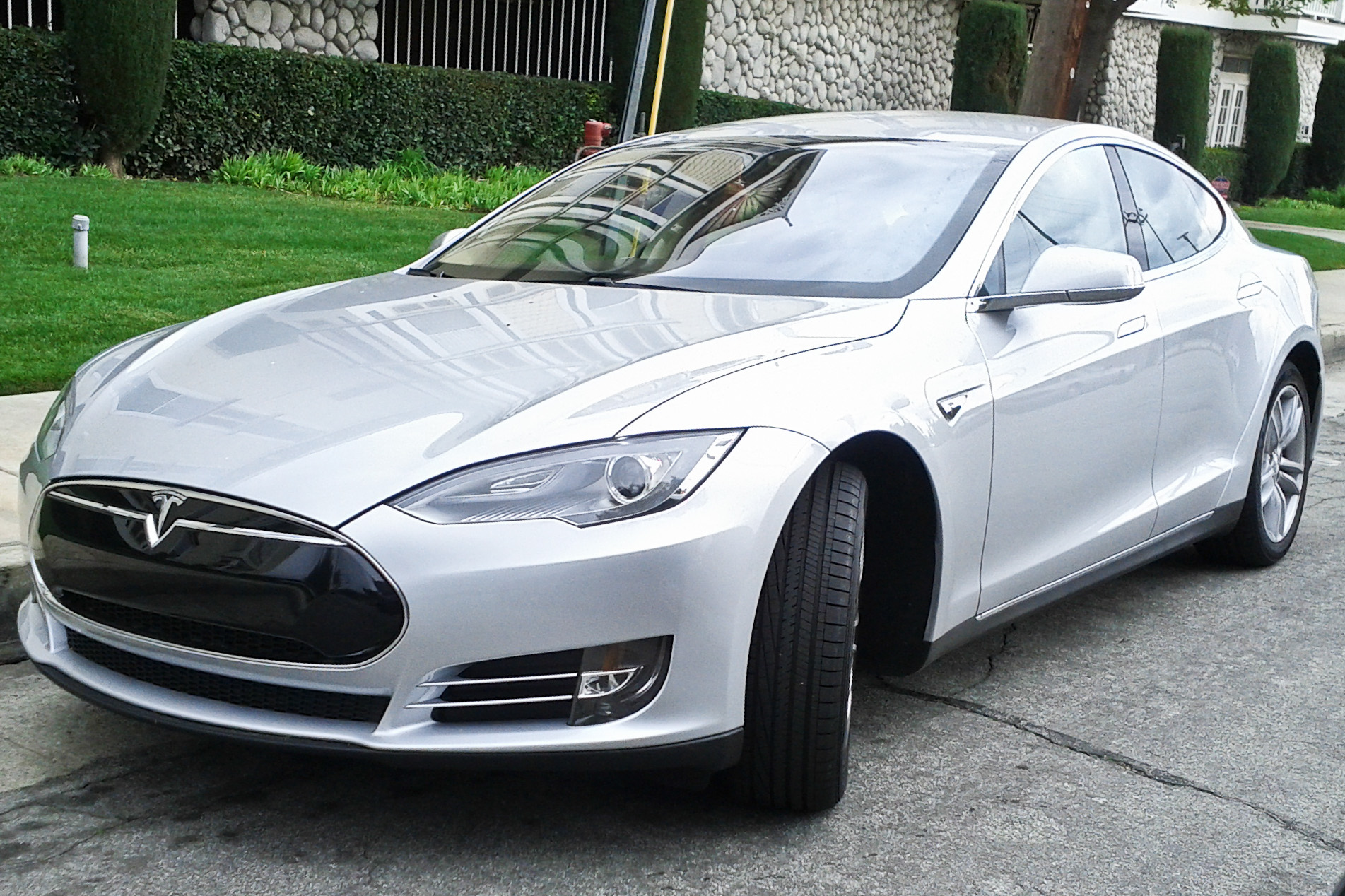
Tesla Model S

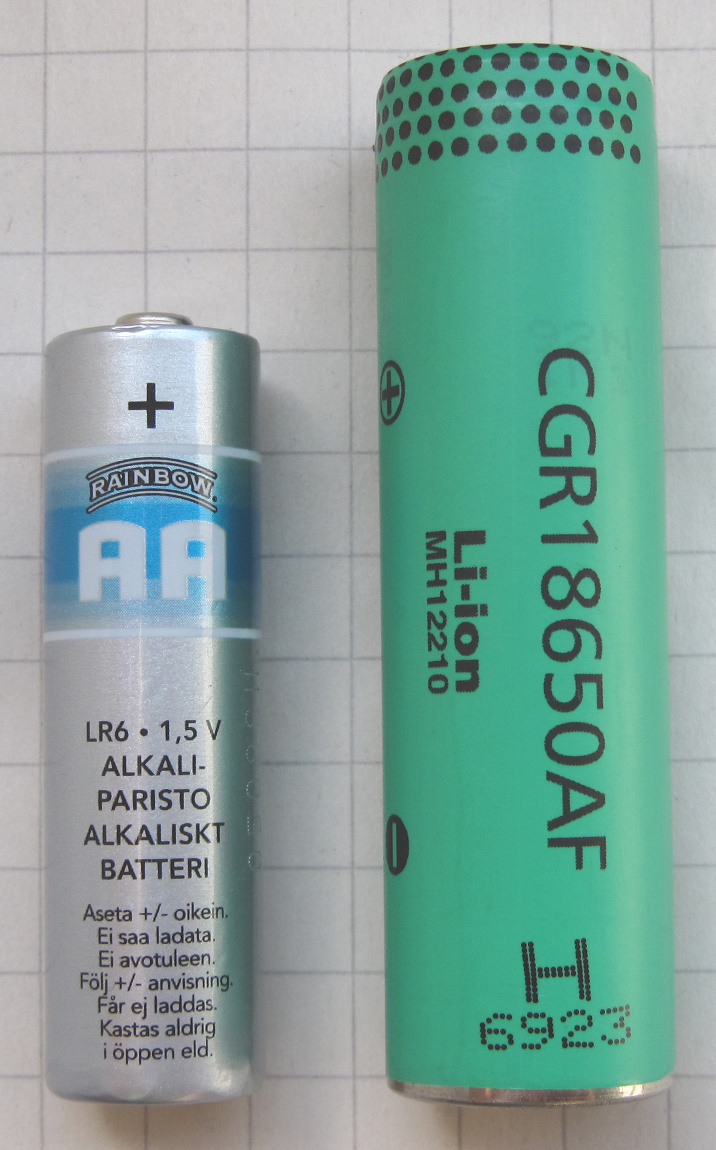
Batería recargable de iones de litio Panasonic 18650 (a la derecha) comparada con una AA (LR6).

El General Motors EV1 fue el primer vehículo eléctrico moderno producido por uno de los mayores fabricantes de automóviles del mundo, y el primer vehículo de propulsión eléctrica lanzado al mercado por General Motors en Estados Unidos. Los modelos EV1 Gen I lanzados en 1996 usaban baterías de ácido y plomo que pesaban 594 kg y tenían una capacidad de 16,5 kWh. Su autonomía era de 70 millas (113 km) a 100 millas (161 km) por carga.
Los modelos EV1 Gen II lanzados en 1999 usaban baterías de ácido y plomo de 18.7 kWh con una autonomía de 100 millas (161 km) por carga.
Más adelante los EV1 Gen II se produjeron con el paquete de baterías de NiMH (Ovonic) de 26,4 kWh, 481 kg y una autonomía de 160 millas (257 km) por carga. A finales de 2002 la compañía recuperó todos los GM EV1 y los convirtió en chatarra, alegando que no había un mercado para vehículos eléctricos como el GM EV1.
En los siguientes años las baterías de iones de litio lograron grandes avances en los coches eléctricos.
El Nissan LEAF es un automóvil eléctrico lanzado en diciembre de 2010, siendo el coche eléctrico más vendido hasta 2017. La batería de 24 kWh de iones de litio pesa 294 kg. A finales de 2015, Nissan comercializó una versión con una capacidad de baterías de 30 kWh en la que cambió en los electrodos el compuesto LMO por NMC (Níquel, Manganeso y Cobalto).
El espacio ocupado por el paquete de baterías era el mismo que el de 24 kWh pero el peso subió 21 kg hasta los 315 kg. La Agencia de Protección Ambiental de los Estados Unidos (EPA) certificó una autonomía de 117 km (2010), 121 km (2013) y 172 km (30 kWh).
En octubre de 2011 se puso en venta el BYD e6 con una batería de litio-ferrofosfato de 61 kWh que le proporciona una autonomía EPA de 204 km. En 2016 lo ofreció con una batería de 80 kWh y una autonomía EPA de 301 km.
En junio de 2012 Tesla lanzó el Tesla Model S con un paquete de baterías formado por baterías de iones de litio Panasonic 18650. Ofertó versiones de 40 kWh, 60 kWh y 85 kWh. El 23 de agosto de 2016 Tesla presentó el Model S P100D con una batería de 100 kWh. Tiene una autonomía de 507 km EPA y acelera de 0 a 100 km/h en 2,7 segundos. El Tesla Model S P100D es el coche en producción más rápido del mundo.

## Trabajos

### Artículos
- John B. Goodenough (1955). «Theory of the role of covalence in the Perovskite-type Manganites». Phys. Rev. 100: 564-573. Bibcode:1955PhRv..100..564G. doi:10.1103/physrev.100.564.
- K. Mizushima; P.C. Jones; P.J. Wiseman; J.B. Goodenough (1980). «LixCoO2 (0<x<-1): A new cathode material for batteries of high energy density». Mater. Res. Bull. 15 (6): 783-799. doi:10.1016/0025-5408(80)90012-4.
- John B. Goodenough (1985). «Manganese Oxides as Battery Cathodes».  En B. Schuman, Jr., ed. Proceedings Symposium on Manganese Dioxide Electrode: Theory and Practice for Electrochemical Applications (Re Electrochem. Soc. Inc, N.J.). 85-4: 77-96.
- Lightfoot, P.; Pei, S. Y.; Jorgensen, J. D.; Manthiram, A.; Tang, X. X. & J. B. Goodenough. "Excess Oxygen Defects in Layered Cuprates", Argonne National Laboratory, The University of Texas-Austin, Materials Science Laboratory United States Department of Energy, National Science Foundation, (September 1990).
- Argyriou, D. N.; Mitchell, J. F.; Chmaissem, O.; Short, S.; Jorgensen, J. D. & J. B. Goodenough. "Sign Reversal of the Mn-O Bond Compressibility in La1.2Sr1.8Mn2O7 Below TC: Exchange Striction in the Ferromagnetic State", Argonne National Laboratory, The University of Texas-Austin, Center for Material Science and Engineering United States Department of Energy, National Science Foundation, Welch Foundation, (March 1997).
- A.K. Padhi; K.S. Nanjundaswamy; J.B. Goodenough (1997). «Phospho-Olivines as Positive Electrode Materials for Rechargeable Lithium Batteries». J. Electrochem. Soc. 144 (4): 1188-1194. doi:10.1149/1.1837571.
- John B. Goodenough (2004). «Electronic and ionic transport properties and other physical aspects of perovskites». Rep. Prog. Phys. 67 (11): 1915-1973. Bibcode:2004RPPh...67.1915G. doi:10.1088/0034-4885/67/11/R01.
- Goodenough, J. B.; Abruna, H. D. & M. V. Buchanan. "Basic Research Needs for Electrical Energy Storage. Report of the Basic Energy Sciences Workshop on Electrical Energy Storage, April 2-4, 2007", United States Department of Energy, (4 de abril de 2007).
- «John B. Goodenough». Faculty. The University of Texas at Austin Mechanical Engineering Department. 3 de mayo de 2005. Archivado desde el original el 28 de septiembre de 2011. Consultado el 23 de agosto de 2011.

### Libros
- John B. Goodenough (1963). Magnetism and the Chemical Bond. Interscience-Wiley, New York. ISBN 0-88275-384-3.
- John B. Goodenough (1973). Les oxydes des métaux de transition. Paris: Gauthier-Villars.
- Madelung, Otfried; Goodenough, John B (1984). Physics of non-tetrahedrally bonded binary compounds 3 (en inglés). Springer. ISBN 978-3-540-12744-4. OCLC 80307018.
- Goodenough, John B., ed. (1985). Cation ordering and electron transfer (en inglés). Springer. ISBN 978-3-540-15446-4. OCLC 12656638.
- John B. Goodenough, ed. (2001). Structure & Bonding, V. 98.
- Goodenough, John B. (2008). Witness to Grace. Maryland: PublishAmerica.
- Huang, Kevin; Goodenough, John B (2009). Solid oxide fuel cell technology: principles, performance and operations (en inglés). ISBN 978-1-84569-651-1. OCLC 864716522.